# Statues-menhirs du Mas-Viel
Les statues-menhirs du Mas-Viel sont trois statues-menhirs appartenant au groupe rouergat découvertes à Mounes-Prohencoux, dans le département de l'Aveyron en France.

## Statue n°1
Elle a été découverte par M. Carle sur une crête dominant la vallée du Rance. Grâce à l'abbé Hermet, le contexte de sa découverte et sa description sont connus. Elle a été sculptée sur une dalle de grès permien. Elle mesure 1,31 m de hauteur, 0,83 m de largeur et 0,243 m d'épaisseur.
Elle a été retaillée pour servir de pierre de seuil dans une grange chez son propriétaire. Sur le cliché photographique de l'abbé Hermet, la face postérieure comporte une chevelure en natte, les crochets-omoplates et une ceinture double.

## Statue n°2
Elle a été découverte en 1975 par Gilbert Maviel au lieu-dit Le Siara près du hameau du Mas-Viel dans une haie près d'un col à peu de distance de la station de surface de La Baoumette qui a livré un abondant mobilier lithique et quelques tessons de céramique attribués au Néolithique final/Âge du cuivre. Elle a été gravée sur une dalle de  grès permien mesurant 1,73 m de hauteur, 0,84 m de largeur et épaisse de 0,24 m.
La statue est complète mais très érodée notamment sur sa face postérieure. Elle a connu plusieurs stades de transformations. Au départ, il s'agit d'une statue masculine comportant un visage (yeux, nez), deux bras très courts, des mains, deux jambes accolées sans pied et une ceinture à boucle ovalaire avec un décor de chevrons. Dans un second temps, un baudrier et « l'objet » ont été rajoutés. Dans un troisième temps, elle est transformée en statue-féminine par l'ajout de seins et d'un collier à trois rangs. Dans quatrième et dernier temps, un arc a été rajouté, ce qui en ferait une statue masculine. Côté postérieur, les crochets-omoplates, la ceinture et une partie du baudrier sont encore visibles.
La statue est conservée au musée Fenaille à Rodez.

## Statue n°3
Elle a été découverte en 1980 au même endroit que la statue n°2. Elle a été sculptée sur une dalle de grès permien. Il n'en demeure que la partie inférieure mesurant 1,25 m de hauteur, 0,80 m de largeur et épaisse de 0,30 m. Les seules sculptures visibles sont sur la face antérieure : les deux jambes, accolées, avec les pieds. La statue est conservée au musée Fenaille à Rodez.